# Каменна-Воля (Мазовецьке воєводство)
Каменна-Воля (пол. Kamienna Wola) — село в Польщі, у гміні Одживул Пшисуського повіту Мазовецького воєводства.
Населення — 313 осіб (2011).
У 1975-1998 роках село належало до Радомського воєводства.

## Демографія
Демографічна структура станом на 31 березня 2011 року:
|          | Загалом | Допрацездатний вік | Працездатний вік | Постпрацездатний вік |
| -------- | ------- | ------------------ | ---------------- | -------------------- |
| Чоловіки | 161     | 20                 | 118              | 23                   |
| Жінки    | 152     | 20                 | 92               | 40                   |
| Разом    | 313     | 40                 | 210              | 63                   |